# Helgeandskyrkan, Lund

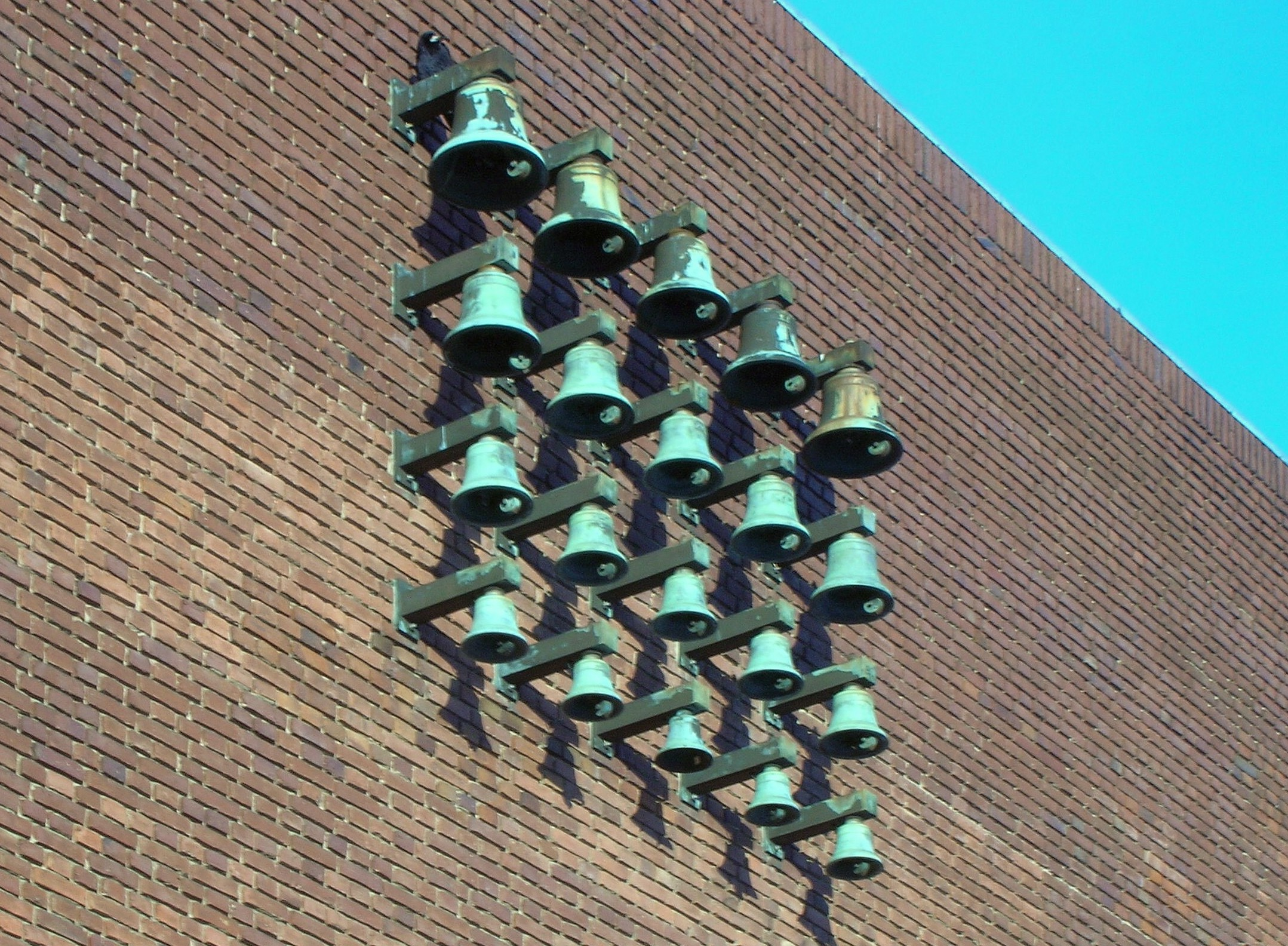
Klockorna i klockspelet

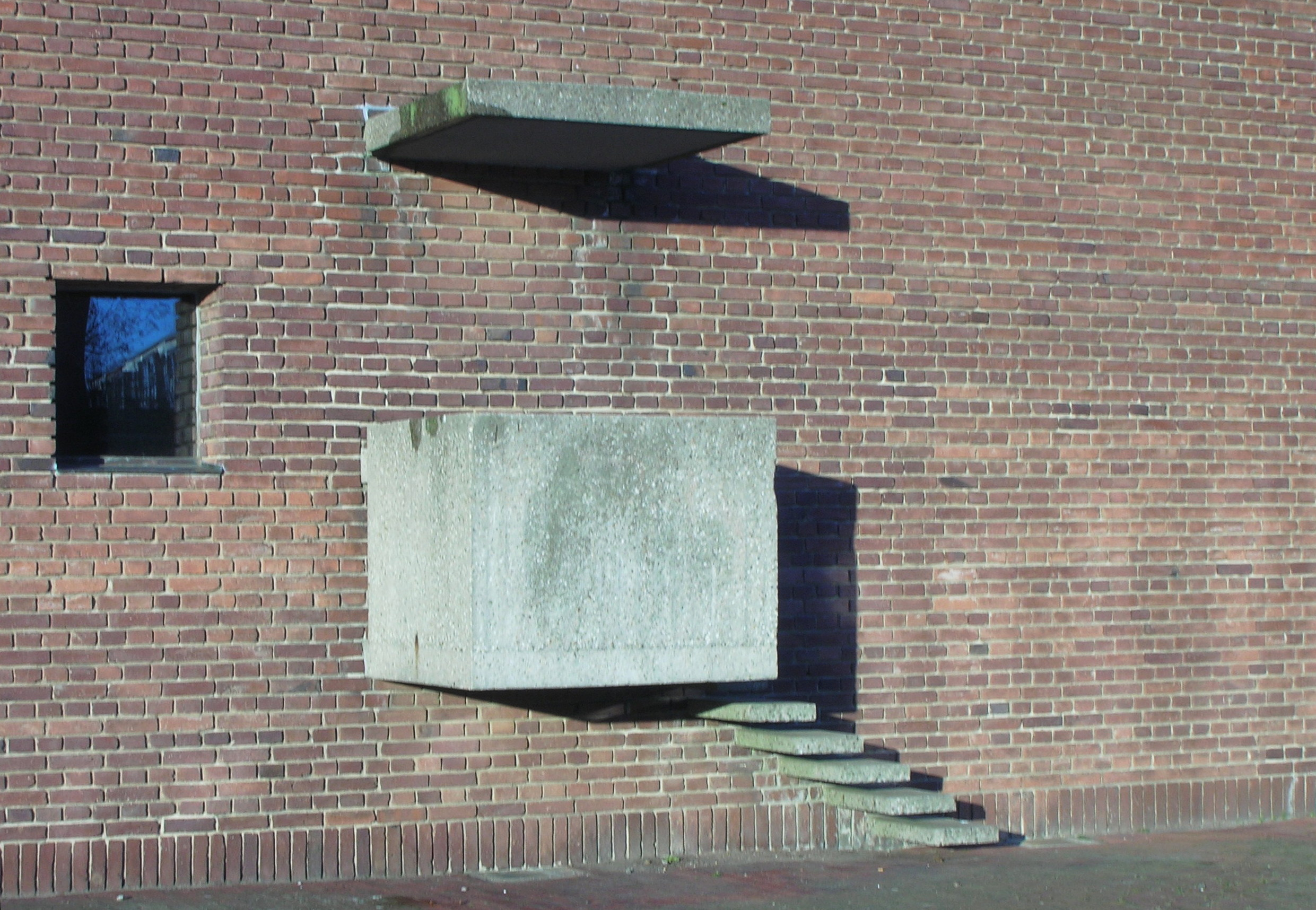
Extern predikstol

Helgeandskyrkan är en kyrkobyggnad i bostadsområdet Klostergården i Lund. Den är församlingskyrka i Helgeands församling i Lunds stift. Kyrkan invigdes på pingstdagen 1968 av dåvarande biskopen Martin Lindström och var från början en sockenkyrka inom Lunds domkyrkoförsamling. År 1991 blev kyrkan församlingskyrka, i samband med att domkyrkoförsamlingen delades.

## Kyrkobyggnaden
Kyrkans arkitekter var Sten Samuelson och Robert Larsson från arkitektkontoret Jaenecke & Samuelson i Malmö. Kyrkan kännetecknas av brutalistisk stil och sina tjocka tegelmurar av Höganästegel. Sten Samuelson hade tidigare tänkt sig att bygga en "liten vacker vit kyrka med trappgavelstorn", men denna idé övergavs till förmån för en kyrkobyggnad som passade bättre in bland den omgivande bebyggelsen i det då nya bostadsområdet. Byggnaden är skyddad enligt kulturmiljölagen då den av Riksantikvarieämbetet anses ha ett kulturhistoriskt värde.
Kyrkan har två fönster. Ett fyrkantigt fönster intill predikstolen kallas Ordets fönster och ett smalt fönster från taket till golvet vid dopfunten bak i kyrkan har namnet Dopets fönster. I taket ovanför altaret är en kupol genom vilken dagsljus också kommer in. Kupolens insida är täckt med bladguld.
Kyrkklockorna är 23 till antalet och har gjutits av Ohlssons klockgjuteri. Tjugo av klockorna hänger i ett klockspel på den södra fasaden. De tre övriga klockorna är de största och uppbärs av en kampanil.
På kyrkans utsida finns även en predikstol avsedd för utomhusgudstjänster.
Kyrkan är sammanbyggd med församlingshemmet. Fastigheten drogs under lång tid med brister såsom fuktskador och dålig vindisolering. En omfattande renovering blev nödvändig och genomfördes under början av 1990-talet. I samband med det placerades även ett springvatten på torget utanför kyrkan och församlingshemmet.

## Inventarier
- Dopfunten av sandsten formgavs av Oscar Reutersvärd och har fått behålla delar av den naturliga formen.
- Dopfatet är formgivet av Wiwen Nilsson.
- Altaret består av ett massivt marmorblock från Italien, med en vikt på nära tio ton. På väggen bakom altaret sitter ett stort konstverk av Robert Nilsson, bestående av fem tallriksformade skivor av guldbrons. Tvärs över dessa är ett silverfärgat kors.

## Orgel
- Orgeln byggdes 1972 av A. Mårtenssons Orgelfabrik AB i Lund. Den har 22 stämmor fördelat på två manualer. Orgeln är mekanisk och har en ny fasad.

| Huvudverk I    | Bröstverk II      | Pedal        | Koppel |
| Trägedackt 16´ | Koppelflöjt 8´    | Subbas 16´   | I/P    |
| Principal 8´   | Rörflöjt 4'       | Gedackt 8´   | II/P   |
| Gedackt 8´     | Kvint 2 2/3'      | Principal 4' | II/I   |
| Oktava 4'      | Principal 2'      | Fagott 16'   |        |
| Spetsflöjt 4'  | Ters 1 3/5'       |              |        |
| Blockflöjt 2'  | Nasat 1 1/3'      |              |        |
| Mixtur 4 chor  | Cymbel 3 chor     |              |        |
| Trumpet 8'     | Krumhorn 8'       |              |        |
|                | Tremulant         |              |        |
|                | Crescendosvällare |              |        |

Bedrich Janacek var kyrkans kantor 1968-85.

### Diskografi
Inspelningar av musik framförd på kyrkans orglar.
- Bedrich Janacek playing transcriptions for organ. CD. Proprius PRCD 9089. 1993.
- Verk av Rosenmüller, Janacek, Dvorák / Hagnell, Torsten, baryton ; Janacek, Bedrich, orgel. MC. The Big Ben Phonogram Company 574-001. 1989.